# Liste biografischer Nachschlagewerke
Diese Liste verzeichnet allgemeine biografische Nachschlagewerke sowie Gruppenbiografien, also solche, die sich bei den dargestellten Personen auf bestimmte Gruppen beschränken, etwa Schriftsteller oder Wissenschaftler. Eine Liste biografischer Nachschlagewerke nach räumlicher Gliederung (National-, Regional- und Lokalbiografien) findet sich unter Liste der National-, Regional- und Lokalbiografien.

## Allgemein
- The Cambridge biographical dictionary. Cambridge University Press, Cambridge 1996.
- The Cambridge biographical encyclopedia. 2. Auflage. Cambridge University Press, Cambridge 1998.
- Chambers Biographical Dictionary. 8. Auflage. Chambers, Edinburgh 2007, ISBN 978-0-550-10200-3.
- Dictionary of International Biography. Hrsg. von Ernest Kay. International Biographical Centre, Cambridge 1963 ff.
- Dictionary of world biography. 10 Bände. Fitzroy Dearborn, Chicago u. a. 1998–2000. Epochen in Einzelbänden.
- Encyclopedia of World Biography. 2. Auflage. 17 Bände. Gale, Detroit 1998.
- Harenberg-Personenlexikon 20. Jahrhundert. 4000 Biografien aus dem 20. Jahrhundert. Harenberg, Dortmund 2003.
- Merriam-Webster's biographical dictionary. Merriam-Webster, Springfield, Miss. 1995.
- Munzinger-Archiv / Internationales biographisches Archiv – Personen aktuell. Ravensburg.
- Who is Who.
- Who's who in international organizations. A biographical encyclopedia of more than 21000 leading personalities. Hrsg. Union of International Associations. 2 Bände. 5. Auflage. Saur, München 2005, ISBN 3-598-11725-6.
- Who's Who in the World. Marquis Who’s Who, New Providence, NJ.
- Who was who. Containing the biographies of those who died during the decade. Black, London 1897 ff.
- World Biographical Information System Online (WBIS).
- Roswitha Glück, Rainer Nier-Glück: Das grosse Personen-Lexikon zur Weltgeschichte in Farbe. 2 Bände. Chronik-Verlag, Dortmund 1983, ISBN 3-88379-018-4.
- Hans Herzfeld (Hrsg.): Geschichte in Gestalten. 4 Bände. Fischer Bücherei, Frankfurt am Main 1963 (= Das Fischer Lexikon Band 37, 38, 39, 40).
- Heinz Tillmann u. a. (Hrsg.): Biographien zur Weltgeschichte. Lexikon. Verlag der Wissenschaften, Berlin 1989, ISBN 3-326-00218-1.
- Edward Vernoff: The Penguin international dictionary of contemporary biography. From 1900 to the present. Penguin Reference, New York 2001, ISBN 0-670-89470-2.

### Historisch
vor 1900 erschienene biografische Enzyklopädien
- Charles N. Baldwin: A universal biographical dictionary, comprising the most eminent characters of every age and nation, embracing all individuals who have been distinguished among mankind from the earliest periods of history to the present time, to which is added, a dictionary of the principal divinities and heroes of Grecian and Roman mythology. S. Andrus and Son, Hartford 1856.
- William Oldys (Hrsg.): Biographia Britannica. 6 Bände. 1747–1766. 2. Auflage. 1778–1793 (unvollständig, 5 Bände Aa–Fa erschienen).
- John Watkins: An universal biographical and historical Dictionary. Containing a faithful account of the lives … of the most eminent persons of all ages and all countries. Phillips, London 1800.

## Frauen
- Gwendolyn Ann Foster: Women Film Directors. An International Bio-Critical Dictionary., Westport CT u. a.: Greenwood Press 1995
- Ute Hechtfischer, Renate Hof, Inge Stephan, Flora Veit-Wild (Hrsg.): Metzler Autorinnen Lexikon, Stuttgart: Metzler 1998
- Eva Marx, Gerlinde Haas (Hrsg.): 210 Österreichische Komponistinnen vom 16. Jahrhundert bis zur Gegenwart: Biographie, Werk und Bibliographie. Ein Lexikon, Salzburg : Residenz-Verlag, 2001
- Jochen Schmidt-Liebich: Lexikon der Künstlerinnen 1700-1900: Deutschland, Österreich, Schweiz, München: Saur 2005
- Bonnie G. Smith: The Oxford Encyclopedia of Women in World History, Oxford University Press, 2008.
- Béatrice Didier, Antoinette Fouque, Mireille Calle-Gruber (Hrsg.): Le dictionnaire universel des créatrices. 3 Bände, Des femmes, DL, Paris 2013, ISBN 978-2-7210-0631-8.

## Religion

### Christentum
- Biographisch-Bibliographisches Kirchenlexikon (BBKL). Begründet und hrsg. von Friedrich Wilhelm Bautz. Fortgeführt von Traugott Bautz. Bautz, Nordhausen, ISBN 3-88309-040-9.
- Deutsche Biographische Enzyklopädie der Theologie und der Kirchen (DBETh). Hrsg. von Bernd Moeller mit Bruno Jahn. Saur, München 2005, ISBN 3-598-11666-7.
- Erwin Gatz (Hrsg.): Die Bischöfe der deutschsprachigen Länder. Ein biografisches Lexikon. Duncker & Humblot, Berlin.
  - Band 1: 1785/1803 bis 1945. 1983, ISBN 3-428-05447-4.
  - Band 2: 1945 bis 2001. 2002, ISBN 3-428-10684-9.
- Erwin Gatz (Hrsg.): Die Bischöfe des Heiligen Römischen Reiches. 3 Bände. Duncker & Humblot, Berlin 1990 ff.
- Viktor V. Lemeševskij, Coelestin Patock: Die russischen orthodoxen Bischöfe von 1893 bis 1965 : Bio-Bibliographie. 6 Bände. Lehrstuhl für Geschichte und Theologie des Christlichen Osten, Erlangen 1979–1989.

### Islam
- Enzyklopaedie des Islam. Geographisches, ethnographisches und biographisches Wörterbuch der muhammedanischen Völker. Im Verein mit hervorragenden Orientalisten hrsg. von Martijn Theodor Houtsma, Thomas W. Arnold u. a. Brill, Leiden 1913–1938. 4 Bände und 1 Ergänzungsband.

### Judentum
- Who's who in world Jewry. A biographical dictionary of outstanding Jews. Hrsg. von Itzhak J. Carmin. Olive Books of Israel, Reka-Or, Tel-Aviv 1978.
- Michael Brocke und Julius Carlebach (Hrsg.), bearbeitet von Carsten Wilke: Biographisches Handbuch der Rabbiner. Teil 1: Die Rabbiner der Emanzipationszeit in den deutschen, böhmischen und großpolnischen Ländern, 1781–1871. Zwei Bände. K·G·Saur, München 2004, Michael Brocke und Julius Carlebach (Herausgeber), bearbeitet von Katrin Nele Jansen unter Mitwirkung von Jörg H. Fehrs und Valentina Wiedner: Biographisches Handbuch der Rabbiner. Teil 2: Die Rabbiner im Deutschen Reich, 1871–1945. K·G·Saur, München 2009, ISBN 3-11-048569-9.
- Michael Brocke und Julius Carlebach (Hrsg.), bearbeitet von Katrin Nele Jansen unter Mitwirkung von Jörg H. Fehrs und Valentina Wiedner: Biographisches Handbuch der Rabbiner. Teil 2: Die Rabbiner im Deutschen Reich, 1871–1945. Zwei Bände. K·G·Saur, München 2009, ISBN 978-3-598-24874-0.

## Bildende Kunst
Allgemeine Lexika:
- Ulrich Thieme, Felix Becker, Hans Vollmer (Hrsg.): Allgemeines Lexikon der Bildenden Künstler von der Antike bis zur Gegenwart. Zitiert meist als „Thieme-Becker“, abgekürzt ThB. 37 Bände. Wilhelm Engelmann/E. A. Seemann, Leipzig 1907–1950.
- Hans Vollmer (Hrsg.): Allgemeines Lexikon der bildenden Künstler des XX. Jahrhunderts. 6 Bände. E. A. Seemann, Leipzig 1953–1962 (erschien als Ergänzung des Thieme-Becker).
- Allgemeines Künstlerlexikon. Die Bildenden Künstler aller Zeiten und Völker. Mitherausgegeben und begründet von Günter Meißner. 107 Bände mit 5 Ergänzungsbänden (Stand 2020). K. G. Saur, München / Leipzig 1992–2010, ab 2010 de Gruyter, Berlin. Aktuell umfassendstes allgemeines Nachschlagewerk zur bildenden Kunst.

Spezielle Regionen und Gebiete:
- Biografisches Lexikon der Schweizer Kunst unter Einschluss des Fürstentums Liechtenstein / Dictionnaire biographique de l'art suisse. Hrsg. Schweizerisches Institut für Kunstwissenschaft Zürich und Lausanne. 2 Bände. Verlag Neue Zürcher Zeitung, Zürich 1998, ISBN 3-85823-673-X.
- Kurt Flemig: Karikaturisten-Lexikon. Saur, München u. a. 1993, ISBN 3-598-10932-6.
- Roger M. Gorenflo: Verzeichnis der bildenden Künstler von 1880 bis heute. Ein biographisch-bibliographisches Nachschlagewerk zur Kunst der Gegenwart. 2 Bände. Brün, Rüsselsheim/Main 1988, ISBN 3-926759-00-3.

## Musik
- Baker’s biographical dictionary of musicians. Überarb. von Nicolas Slonimsky. 8. Auflage. Schirmer, New York 1992, ISBN 0-02-872415-1.
- Autorenhandbuch Musik. Wissenschaftler und Autoren auf den Gebieten der Musikwissenschaft, Musikkritik und musikalischen Publizistik in Deutschland, Österreich und der Schweiz. Kontaktadressen, Forschungsgebiete, Arbeitsfelder, Veröffentlichungen und sonstige Aktivitäten. Ein Handbuch zur Förderung der fachlichen und interdisziplinären Zusammenarbeit. Kuhn, Berlin 1997 ff.
- Biographical dictionary of Russian composers. Hrsg. von Allan Ho und Dmitry Feofanov. Greenwood, New York 1989, ISBN 0-313-24485-5.
- Der Brockhaus, Musik. Komponisten, Interpreten, Sachbegriffe. 3., aktualisierte und überarb. Auflage. F. A. Brockhaus, Mannheim 2006, ISBN 3-7653-0393-3.
- Deutsche biographische Enzyklopädie der Musik. Auf der Grundlage der von Walther Killy und Rudolf Vierhaus herausgegebenen Deutschen Biographischen Enzyklopädie bearb. von Bruno Jahn. 2 Bände. Saur, München 2003, ISBN 3-598-11586-5.
- International who's who in classical music. Routledge, London 2002 ff., ISSN 1740-0155.
- International who's who in popular music. Routledge, London 2002 ff., ISSN 1740-0163.
- Komponisten der Gegenwart. Hrsg. von Hanns-Werner Heister und Walter-Wolfgang Sparrer. Ed. Text und Kritik, München 1992 f.
- Komponisten der Gegenwart im Deutschen Komponistenverband. Ein Handbuch. Hrsg. vom Deutschen Komponistenverband. 5. Auflage. ConBrio, Regensburg 2000, ISBN 3-932581-34-2.
- Internationaler biographischer Index der Musik : Komponisten, Dirigenten, Instrumentalisten und Sänger / World biographical index of music. Mit einem Geleitw. von Kurt Dorfmüller. 2 Bände. Saur, München 1995, ISBN 3-598-33810-4.
- Meyers Taschenlexikon Musik. Hrsg. von Hans Heinrich Eggebrecht. 3 Bände. Bibliographisches Institut, Mannheim u. a. 1984, ISBN 3-411-01995-6.
- Reclams Jazzlexikon. Personenlexikon hrsg. von Wolf Kampmann. Sachlexikon von Ekkehard Jost. 2., erw. und aktualisierte Auflage. Reclam, Stuttgart 2009, ISBN 978-3-15-010731-7.
- Rock. Der ultimative Führer zur Rockmusik. Über 1000 Künstler und Bands. Hrsg. von Peter Buckley. 2., erw. und aktualisierte Auflage. Metzler, Stuttgart/Weimar 2004, ISBN 3-476-01891-1.
- Schweizer Chor-Komponisten. Biographien, Werkverzeichnisse mit Discographie und Bibliographie / Compositeurs suisses d'oeuvres chorales. Biographies, catalogues d'oeuvres avec discographie et bibliographie. Hrsg. SUISA-Stiftung für Musik. HUG, Zürich 1999.
- Schweizer Komponisten unserer Zeit. Biographien, Werkverzeichnisse mit Discographie und Bibliographie / Compositeurs Suisses de notre temps. Amadeus, Winterthur/Schweiz 1993, ISBN 3-905049-05-8.
- Schweizer Komponistinnen der Gegenwart. Eine Dokumentation. Hrsg. vom Frauenmusik-Forum. Redaktion Sibylle Ehrismann und Thomas Meyer. Musik-Hug, Zürich 1985, ISBN 3-906415-96-1.
- Who's who in American music : classical. Hrsg. von Jaques Cattell Press. Bowker, New York 1983 ff., ISSN 0737-9137.
- Who's who in opera. Arno Press, New York 1976, ISBN 0-405-06652-X.
- Ian Carr, Digby Fairweather, Brian Priestley: Rough Guide Jazz. Der ultimative Führer zum Jazz. 1800 Bands und Künstler von den Anfängen bis heute. 2., erweiterte und aktualisierte Auflage. Metzler, Stuttgart/Weimar 2004, ISBN 3-476-01892-X.
- Robert Eitner: Biographisch-bibliographisches Quellen-Lexikon der Musiker und Musikgelehrten christlicher Zeitrechnung bis Mitte des neunzehnten Jahrhunderts. 11 Bände. 2., verbesserter Auflage. Breitkopf & Härtel, Wiesbaden 1959 f.
- Leonard Feather: The biographical encyclopedia of jazz. With the assistance of Swing Journal, Tokyo. Oxford Univ. Press, Oxford 1999, ISBN 0-19-507418-1.
- Thomas Jeier: Lexikon der Country-Music. Heyne, München 1987, ISBN 3-453-00060-9.
- Karl-Josef Kutsch, Leo Riemens: Großes Sängerlexikon. 7 Bände. 4., erw. und aktualisierte Auflage. Saur, München 2003 ff., ISBN 3-598-11598-9.
- Michael Rudolf, Frank Schäfer: Lexikon der Rockgitarristen von Ritchie Blackmore bis Frank Zappa. Lexikon-Imprint-Verlag, Berlin 1999, ISBN 3-89602-202-4.Lexikon-Imprint-Verlag, Berlin 1999, ISBN 3-89602-202-4.
- Siegfried Schmidt-Joos, Wolf Kampmann: Rock-Lexikon. 2 Bände. Vollst. überarb. und erw. Neuausg. Rowohlt-Taschenbuch-Verlag, Reinbek bei Hamburg 2008.
- Hans Steinbeck, Walter Labhart: Schweizer Komponisten unserer Zeit. Atlantis-Verlag, Zürich / Freiburg i. Br. 1975, ISBN 3-7611-0463-4.

## Bühne und Film
- Deutsches Theater-Lexikon. Biographisches und bibliographisches Handbuch. Begründet von Wilhelm Kosch. Fortgeführt von Ingrid Bigler-Marschall. de Gruyter, Berlin u. a. 1953 ff.
- Kürschners biographisches Theater-Handbuch. Schauspiel, Oper, Film, Rundfunk. Deutschland, Österreich, Schweiz. Hrsg. von Herbert A. Frenzel und Hans Joachim Moser. de Gruyter. Berlin 1956.
- Johann Caspar Glenzdorf: Glenzdorfs internationales Film-Lexikon. Biographisches Handbuch für das gesamte Filmwesen. 3 Bände. Prominent-Filmverlag, Bad Münder (Deister) 1960 f.
- Piet Hein Honig, Hanns-Georg Rodek: 100001. Die Showbusiness-Enzyklopädie des 20. Jahrhunderts. Showbiz-Data-Verlag, Villingen-Schwenningen 1992, ISBN 3-929009-01-5.
- Curt Bernd Sucher (Hrsg.): Theaterlexikon. Band 1: Christine Dössel, Marietta Piekenbrock: Autoren, Regisseure, Schauspieler, Dramaturgen, Bühnenbildner, Kritiker. Völlig neubearb. und erw. 2. Auflage. Deutscher Taschenbuch-Verlag, München 1999, ISBN 3-423-03322-3.
- Frithjof Trapp (Hrsg.): Handbuch des deutschsprachigen Exiltheaters 1933–1945. 2 Bände in 3. Saur, München 1999, ISBN 3-598-11373-0.
- Paul S. Ulrich: Biographisches Verzeichnis für Theater, Tanz und Musik. Fundstellennachweis aus deutschsprachigen Nachschlagewerken und Jahrbüchern. 2 Bände. Berlin-Verlag Spitz, Berlin 1997, ISBN 3-87061-673-3.

## Schriftsteller
- Autorenlexikon deutschsprachiger Literatur des 20. Jahrhunderts. Hrsg. von Manfred Brauneck unter Mitarbeit von Wolfgang Beck. Rowohlt, Reinbek bei Hamburg 1995, ISBN 3-499-16355-1.
- BI-Lexikon ostasiatische Literaturen. Autorenkollektiv unter Leitung von Jürgen Berndt. Bibliographisches Institut, Leipzig 1985.
- Chronologisches Lexikon der portugiesischen Literatur. Nach dem Pequeno roteiro da literatura portuguesa. Aktualisiert und überarbeitet von Ilídio Rocha. Übersetzt von Renate Heß. TFM, Ferrer de Mesquita, Frankfurt am Main 1999, ISBN 3-925203-62-1.
- Die deutsche Literatur des Mittelalters – Verfasserlexikon. Begr. von Wolfgang Stammler. Fortgeführt von Karl Langosch. Hrsg. von Burghart Wachinger. 10 Bände. 2., völlig neu bearb. Auflage. de Gruyter, Berlin / New York, ISBN 978-3-11-022248-7.
- Deutsches Literatur-Lexikon. Biographisch-bibliographisches Handbuch. Begründet von Wilhelm Kosch. 3., völlig neu bearb. Auflage. Francke, Bern/München 1966 ff.
- Kürschners deutscher Literatur-Kalender. de Gruyter, Berlin. Anfangs Göschen, Leipzig 1903 ff., ISSN 0343-0936.
- Lexikon deutsch-jüdischer Autoren Redaktion: Renate Heuer. Archiv Bibliographia Judaica. 21 Bände. de Gruyter, Berlin u. a. 1992–2011, ISBN 978-3-598-22680-9.
- Lexikon der deutschsprachigen Gegenwartsliteratur seit 1945. Begr. von Hermann Kunisch. Fortgeführt von Herbert Wiesner. Neu hrsg. von Thomas Kraft. 2 Bände. Vollst. überarb. und aktualisierte Neuausgabe. Nymphenburger, München 2003, ISBN 3-485-00989-X.
- Lexikon der Schweizer Literaturen. Im Rahmen der 700-Jahr-Feier der Schweizerischen Eidgenossenschaft hrsg. von Pierre-Olivier Walzer. Lenos, Basel 1991, ISBN 3-85787-206-3.
- Metzler-Lexikon DDR-Literatur. Autoren – Institutionen – Debatten. Hrsg. von Michael Opitz und Michael Hofmann. Unter Mitarb. von Julian Kanning. Metzler, Weimar/Stuttgart 2009, ISBN 978-3-476-02238-7.
- Metzler-Lexikon der deutsch-jüdischen Literatur. Jüdische Autorinnen und Autoren deutscher Sprache von der Aufklärung bis zur Gegenwart. Hrsg. von Andreas B. Kilcher. Metzler, Stuttgart/Weimar 2000, ISBN 3-476-01682-X.
- Schriftstellerinnen und Schriftsteller der Gegenwart : Schweiz / Ecrivaines et écrivains d'aujourd'hui. Hrsg. vom Schweizerischer Schriftstellerinnen- und Schriftsteller-Verband. Sauerländer, Aarau 2002, ISBN 3-0345-0011-4.
- Who's who in literature. A biographical encyclopedia containing some 8000 biographies and addresses of prominent personalities, publishing companies, libraries and archives, associations and organisations of the Federal Republic of Germany, Austria and Switzerland. Who’s Who – Book & Publishing, Wörthsee 1978.
- The Writers directory. St. James Press, Detroit 1971 ff., ISSN 0084-2699.
- Palmira Morais Rocha de Almeida: Dicionário de autores no Brasil colonial. 2., revidierte und erweiterte Auflage. Colibri, Lisboa 2010, ISBN 978-989-689-045-2.
- Simone Barck (Hrsg.): Lexikon sozialistischer Literatur. Ihre Geschichte in Deutschland bis 1945. Metzler, Stuttgart/Weimar 1994, ISBN 3-476-01237-9.
- Jean-Pierre Beaumarchais: Dictionnaire des écrivains de langue française. 2 Bände. Bordas, Paris 2001.
- Wolfgang Buchwald, Armin Hohlweg, Otto Prinz: Tusculum-Lexikon griechischer und lateinischer Autoren des Altertums und des Mittelalters. 3., neu bearb. u. erw. Auflage. Artemis, München 1982, ISBN 3-7608-1641-X.
- Winfried Engler: Lexikon der französischen Literatur (= Kröners Taschenausgabe. Band 388). Kröner, Stuttgart 1974, ISBN 3-520-38801-4 (Neuausgabe: Komet, Köln 2005, ISBN 3-89836-265-5).
- Ute Hechtfischer (Hrsg.): Metzler-Autorinnen-Lexikon. Metzler, Weimar/Stuttgart 1998, ISBN 3-476-01550-5.
- Janheinz Jahn, Ulla Schild, Almut Nordmann: Who's who in African literature. Biographies, works, commentaries. Erdmann, Tübingen/Basel 1972, ISBN 3-7711-0153-0.
- Wolfgang Kasack: Lexikon der russischen Literatur des 20. Jahrhunderts. 2., neu bearb. und wesentlich erw. Auflage. Sagner, München 1992, ISBN 3-87690-459-5. Ergänzungsband 2000, ISBN 3-87690-761-6.
- Walther Killy (Hrsg.): Literaturlexikon. 15 Bände. Bertelsmann-Lexikon-Verlag, Gütersloh/München 1988–1993.
- Paul Kroh: Lexikon der antiken Autoren (= Kröners Taschenausgabe. Band 366). Kröner, Stuttgart 1972, ISBN 3-520-36601-0.
- Dieter Reichardt (Hrsg.): Autorenlexikon Lateinamerika. Suhrkamp, Frankfurt am Main 1992, ISBN 3-518-40485-7.
- Rudolf Simek, Hermann Pálsson: Lexikon der altnordischen Literatur. Kröner, Stuttgart 1987, ISBN 3-520-49001-3.
- Bernhard Sowinski: Lexikon deutschsprachiger Mundartautoren. Olms, Hildesheim u. a. 1997, ISBN 3-487-10381-8.
- Gerhard Steiner (Hrsg.): Lexikon fremdsprachiger Schriftsteller. Von den Anfängen bis zur Gegenwart. 3 Bände. Bibliographisches Institut, Leipzig 1977 ff.
- Gero von Wilpert: Lexikon der Weltliteratur. Biographisch-bibliographisches Handwörterbuch nach Autoren und anonymen Werken. 2 Bände. Sonderausg. der 4., völlig neubearb. Auflage. Kröner, Stuttgart 2008.

## Wissenschaft
- Kürschners Deutscher Gelehrten-Kalender. Bio-bibliographisches Verzeichnis deutschsprachiger Wissenschaftler der Gegenwart. Begründet von Joseph Kürschner. de Gruyter, Berlin u. a. 1925 ff., ISSN 1616-8399.
- World who's who in science. A biographical dictionary of notable scientists from antiquity to the present. Hrsg. von Allen G. Debus und Stephen J. Kennedy. Marquis Who’s Who, Chicago 1968.
- Jaques Cattell Press (Hrsg.): Directory of American scholars. 4 Bände 7. Aufl. Bowker, New York & London 1978.
- Christian Gottlieb Jöcher: Allgemeines Gelehrten-Lexicon, darinne die Gelehrten aller Staende … in alphabetischer Ordnung beschrieben werden. 4 Bände Leipzig 1750. 7 Ergänzungsbände Leipzig u. a. 1784–1894. Nachdruck: Olms, Hildesheim 1960 f.
- Biographisch-literarisches Handwörterbuch zur Geschichte der exacten Wissenschaften Das Biographisch-literarische Handwörterbuch zur Geschichte der exacten Wissenschaften wurde 1863 von Johann Christian Poggendorff (1796–1877) begründet. In dieser Sammlung sind Geburts- und Sterbeorte, Jahreszahlen, Fachgebiete und andere biographische Daten von Naturwissenschaftlern zusammengetragen.
- Charles C. Gillispie (Hrsg.): Dictionary of Scientific Biography. Charles Scribner’s Sons, New York 1970–1980, 15 Bände und ein Indexband, ISBN 0-684-10114-9, Supplement II, Herausgeber Frederic Lawrence Holmes, 2 Bände, 1990, ISBN 0-684-16962-2 (ISBN der Gesamtausgabe).
- Concise Dictionary of Scientific Biography, Charles Scribner’s Sons, New York 1981, ISBN 0-684-16650-X.
- Isaac Asimov: Biographische Enzyklopädie der Naturwissenschaften und der Technik, Herder, Freiburg/Basel/Wien 1974, ISBN 3-451-16718-2.
- Kendall Haven, Donna Clark: 100 Most Popular Scientists for Young Adults: Biographical Sketches and Professional Paths. Libraries Unlimited, Englewood 1999, ISBN 978-1-56308-674-8.

### Medizin
- Biographisches Lexikon der hervorragenden Ärzte aller Zeiten und Völker. Hrsg. von August Hirsch. Durchges. u. erg. von Wilhelm Haberling, Franz Hübotter, H. Vierordt. 3., unveränd. [photomechan.] Auflage. 5 Bände. Urban & Schwarzenberg, München/Berlin 1962.
- Biographisches Lexikon der hervorragenden Ärzte der letzten fünfzig Jahre. Hrsg. von Isidor 3 Bände. Urban & Schwarzenberg, Berlin 1932 ff.
- Biographisches Archiv der Psychiatrie (BIAPSY). Hochschule Niederrhein, Krefeld 2013 ff. (online, Artikel zu Persönlichkeiten im Umfeld der Psychiatrie)

### Pädagogen
- anonym (i.e. Samuel Baur): Charakteristik der Erziehungsschriftsteller Deutschlands. Ein Handbuch für Erzieher. Johann Benjamin Fleischer, Leipzig 1790, Digitalisat SLUB; MDZ Reader

### Sozialwissenschaften
- American men & women of science. Social and behavioral sciences. Bowker, New York 1973 ff.
- Internationales Soziologenlexikon. Hrsg. von Wilhelm Bernsdorf und Horst Knospe. 2 Bände 2. Aufl. Enke, Stuttgart 1980/1984.
- Kürschners Deutscher Gelehrten-Kalender. Bio-bibliographisches Verzeichnis deutschsprachiger Wissenschaftler der Gegenwart. Geistes- und Sozialwissenschaften. de Gruyter, Berlin 1996.

### Sprachwissenschaft
- Wilfried Kürschner: Linguisten-Handbuch. Biographische und bibliographische Daten deutschsprachiger Sprachwissenschaftlerinnen und Sprachwissenschaftler der Gegenwart. Narr, Tübingen, ISBN 3-8233-5000-5.

### Wirtschaftswissenschaften
- Biographisches Handbuch der deutschsprachigen wirtschaftswissenschaftlichen Emigration nach 1933. Hrsg. von Harald Hagemann und Claus-Dieter Krohn. Unter Mitarbeit von Hans Ulrich Eßlinger. 2 Bände Saur, München 1999, ISBN 3-598-11284-X.

### Agrarwissenschaften
- AfA-Portal Personen und Institutionen. Archiv für Agrargeschichte, Bern 2005 ff. (online, Artikel zu Personen und Institutionen aus dem Agrar- und Ernährungsbereich)
- Persönlichkeiten aus Land- und Forstwirtschaft, Gartenbau und Veterinärmedizin – Biographisches Lexikon. NORA Verlag, Berlin 2004, ISBN 979-3-93673567-2. [1]
- Hartmut Boettcher & Manfred G. Raupp: Hohenheimer Lexikon der Agrarbiografien. „Persönlichkeiten aus Land- und Forstwirtschaft, Gartenbau und Veterinärmedizin“. Hohenheim, 2025, ISBN 978-3-945046-31-9, doi:10.60848/12209

## Politik
- Eckhard Hansen, Florian Tennstedt (Hrsg.) u. a.: Biographisches Lexikon zur Geschichte der deutschen Sozialpolitik 1871 bis 1945. Band 1: Sozialpolitiker im Deutschen Kaiserreich 1871 bis 1918. Kassel University Press, Kassel 2010, ISBN 978-3-86219-038-6 ff.
- Who's who in der Politik. Ein biographisches Verzeichnis von 4500 Politikern in der Bundesrepublik Deutschland. Verlag Dokumentation, München 1971, ISBN 3-7940-3219-5.
- Ernst Klee: Auschwitz. Täter, Gehilfen, Opfer und was aus ihnen wurde. Ein Personenlexikon. S. Fischer, Frankfurt am Main 2013, ISBN 978-3-10-039333-3,
- Franz Maier: Biographisches Organisationshandbuch der NSDAP und ihrer Gliederungen im Gebiet des heutigen Landes Rheinland-Pfalz. 2. Auflage. v. Hase & Köhler. Mainz 2009, ISBN 978-3-7758-1408-9.
- Who’s who in the socialist countries. A biograph. encyclopedia of 10000 leading personalities in 16 communist countries. Hrsg. von Borys Lewytzkyj und Juliusz Stroynowski. Saur, New York u. a. 1978, ISBN 0-89664-011-6.

## Sport
- Who is who im österreichischen Sport. Eine Enzyklopädie mit ca. 1400 Biographien von Persönlichkeiten des österreichischen Sports. Who is Who, Verlag für Prominentenenzyklopädien, Zug 1993.